# Arquimbald V de Borbó
Arquimbald V de Borbó, anomenat "el Pietós", (c.1050 - c.1096) va ser senyor de Borbó de 1095 fins a la seva mort. Era fill d'Arquimbald IV, senyor de Borbó, i Beliarda.
La brevetat del seu govern, va governar només dos anys, no li van permetre ratificar l'acord amb l'Abadia de Cluny, negociada pel seu pare, sobre els drets del Priorat de Souvigny. Va deixar un fill i hereu, encara infant, Arquimbald VI sota la tutela del seu germà Aimó, que va concloure la pau final amb Cluny.